# تل پل فلزی
تل پل فلزی مربوط به هزاره سوم قبل از میلاد است و در شهرستان مرودشت، بخش کامفیروز، دهستان کامفیروز جنوبی، ۳/۵ کیلومتری روستای علی آباد علیا (بی مور) واقع شده و این اثر در تاریخ ۳۰ بهمن ۱۳۸۶ با شمارهٔ ثبت ۲۰۸۲۰ به‌عنوان یکی از آثار ملی ایران به ثبت رسیده است.